# 日约梅
日约梅（法語：Gillaumé，法語發音：[ʒijome]）是法国上马恩省的一个市镇，属于圣迪济耶区。

## 地理
日约梅（48°28'16"N, 5°20'10"E）面积5.21 平方千米，位于法国大東部大區上马恩省，该省份为法国东北部内陆省份，北起马恩省和默兹省，西接奥布省，西南接科多尔省，东南接上索恩省，东临孚日省。
与日约梅接壤的市镇（或旧市镇、城区）包括：奥尔努瓦地区锡尔方丹、埃什奈、勒泽维尔、索德龙、比尔。

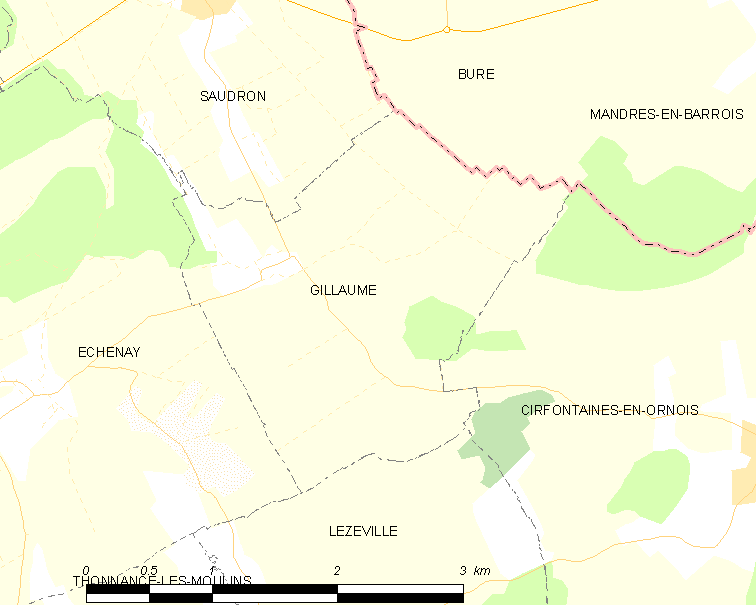
日约梅的OSM定位图

日约梅的时区为UTC+01:00、UTC+02:00（夏令时）。

## 行政
日约梅的邮政编码为52230，INSEE市镇编码为52222。

## 政治
日约梅所属的省级选区为普瓦松县。

## 人口

1962-2008年间日约梅人口变化图示

日约梅于2022年1月1日时的人口数量为31人。